# マルクス・フェルナルディ・ギデオン
マルクス・フェルナルディ・ギデオン（英語: Marcus Fernaldi Gideon、1991年3月9日 - ）は、インドネシアの男子バドミントン選手。BWF世界ランキング1位の在位期間は266週。
2024年3月9日に現役引退を表明した。

## 経歴
2013年、彼は同国のマルキス・キドとペアを組み、フランス・オープンで優勝し初のスーパーシリーズタイトルを獲得した。また、同年の全英オープンで準優勝。2014年のインドネシア・マスターズで優勝し、2度目の優勝を飾った。
2015年初頭からは、5歳年下のケビン・サンジャヤ・スカムルジョとペアを組むことになる。同年7月の台湾オープンを優勝。世界ランキングは上位20位に入り、その年を締めくくった。
その後も2人の成長はとどまることを知らず、2016年には最終的に世界ランキングを2位まで上げる。2017年には、スーパーシリーズタイトルを7つ獲得。また2018年には、ワールドツアータイトルを8つ獲得し、2年連続でBWF年間最優秀選手賞を獲得した。
2017年から、2022年に日本の保木卓朗、小林優吾ペアに抜かれるまでの約5年のあいだ世界ランキング1位を維持し、その在位期間は266週にのぼる。これは男子ダブルスの観測史上では最長記録である。
2024年、3月9日に現役の引退を発表。

## 概要
2015年の台湾オープンの準決勝で、同国のモハマド・アッサン、ヘンドラ・セティアワンのペアを破り準優勝。この大会後、彼らのプレースタイルが素早く俊敏で身長も平均以下であることから、主にインドネシアのファンから映画「怪盗グルーの月泥棒 3D」に登場する「ミニオンズ」に似てるとされ、彼らもミニオンズと呼ばれるようになった。